# Илия Илиев (политик)
Вижте пояснителната страница за други личности с името Илия Илиев.
Илия Янков Илиев е български политик, председател и основател на ПП „ДРОМ“.

## Биография
Илия Илиев е роден на 9 ноември 1975 година в калдарашко семейство. Завършва право и публична администрация в Югозападния университет „Неофит Рилски“.
През 2002 година учредява партия ДРОМ. През 2007 година е избран за общински съветник в Столичния общински съвет от групата на ГЕРБ, където е Председател на постоянната комисия по демографска политика и превенция на социалните рискове. След началото на Антицигански вълнения в България през 2011 се опитва да предизвика циганско надигане в кварталите Факултета, Филиповци и „Христо Ботев“ Вечерта на 28 септември в квартал „Христо Ботев“ казва по отношение на протестиращите мирно в София: „Те да се радват, че ние укротяваме хората и не сме тръгнали и ние натам. Защото, ако тръгнем 2000 души и ние в центъра не искам да си представям какво може да стане.“